# Gare de La Varenne - Chennevières
Ne doit pas être confondu avec Gare de Chennevières-sur-Marne-Grande-Ceinture ou Gare de Chenevières.
La gare de La Varenne - Chennevières est une gare ferroviaire française de la commune de Saint-Maur-des-Fossés (département du Val-de-Marne).

## Histoire
La gare de La Varenne - Chennevières se situe sur la ligne de Grande Ceinture où un service de voyageurs est assuré du 16 juillet 1877, avec l'ouverture de la section de Noisy-le-Sec à Juvisy, jusqu'au 15 mai 1939, quand cesse le trafic sur la section nord comprise entre Versailles-Chantiers et Juvisy via Argenteuil.
L'actuelle gare du RER a été conçue par l'architecte Marcel Lods et est ouverte en 1969. Elle porte le nom de l'ancienne commune de La Varenne, maintenant rattachée à Saint-Maur, ainsi que celui de la commune voisine de Chennevières-sur-Marne.
En 2021, selon les estimations de la RATP, la fréquentation annuelle de la gare est de 1 552 324 voyageurs.

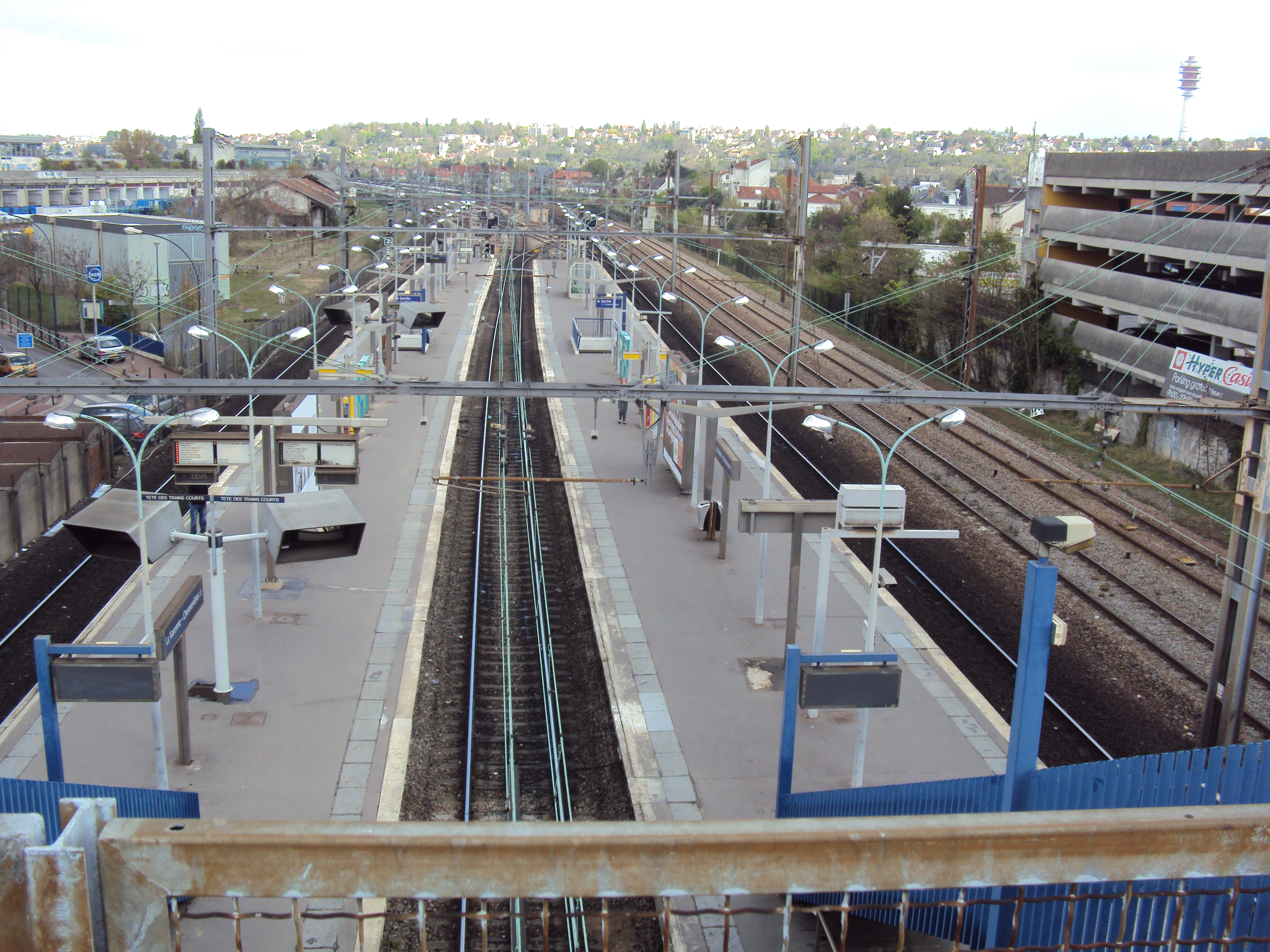
Les quais de la gare avec au fond les voies de garage et à droite la tour hertzienne de Chennevières-sur-Marne.

## Service des voyageurs

### Accès
La gare dispose de trois accès : 
- l'accès no 1 « avenue du Mesnil » ;
- l'accès no 2 « avenue du Bac » ;
- l'accès no 3 « avenue Pierre Semard ».

Accès à la gare
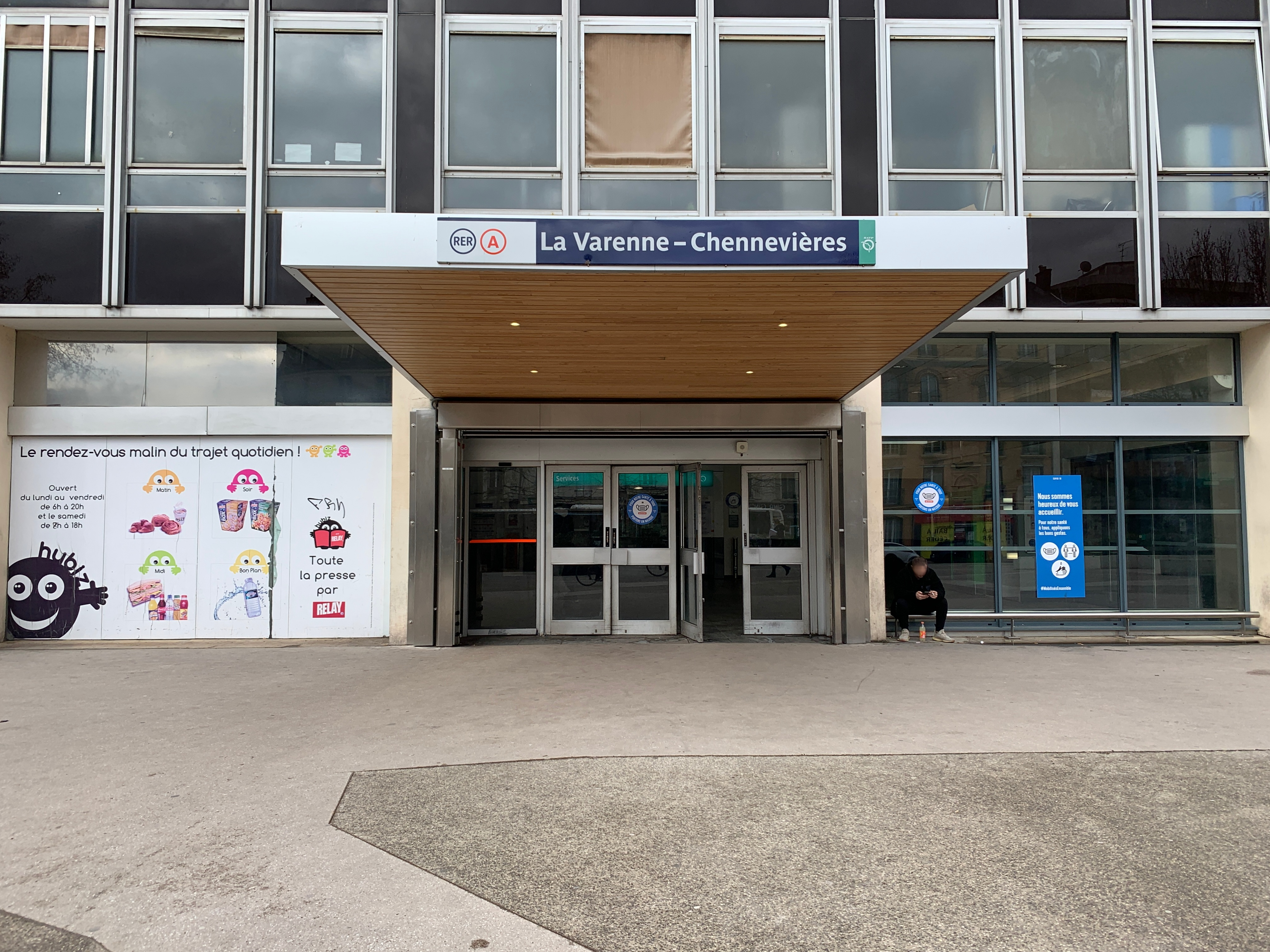
L'accès no 1 « Avenue du Mesnil ».
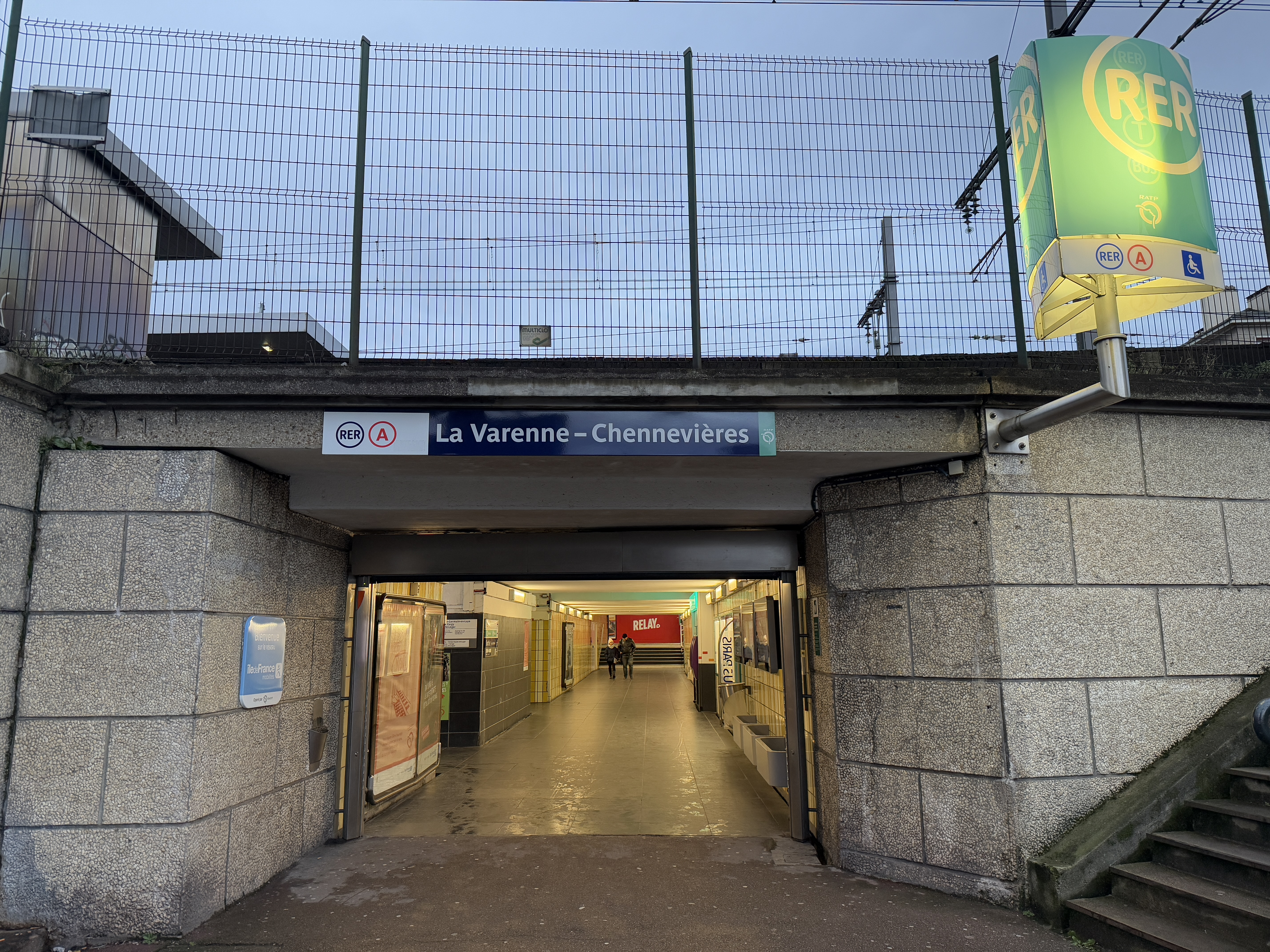
L'accès no 2 « Avenue du Bac ».
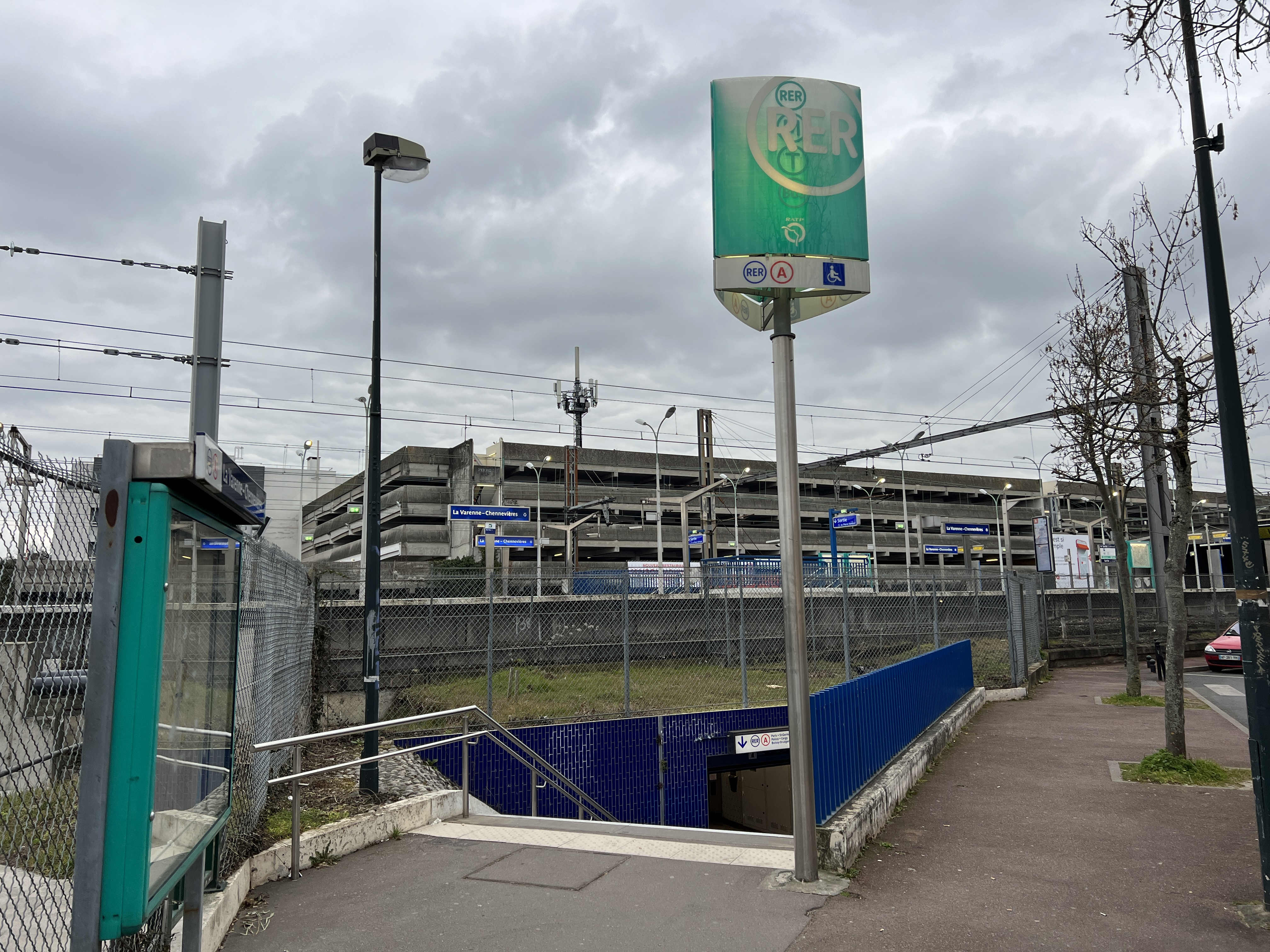
L'accès no 3 « Avenue Pierre Semard ».

### Desserte
La gare est desservie par les trains de la ligne A du RER  parcourant la branche A2 de Boissy-Saint-Léger.
Depuis le 10 décembre 2017, la desserte de La Varenne - Chennevières a été modifiée en direction de la banlieue (Boissy-Saint-Léger) et vers Paris.
Aux heures creuses, il y a :
- un train toutes les huit à douze minutes du lundi au vendredi (en provenance et à destination de Cergy-le-Haut) ;
- un train toutes les dix minutes le week-end et les jours fériés (en provenance et à destination de Saint-Germain-en-Laye) ;
- un train toutes les quinze minutes en été[4] (en provenance et à destination de Cergy-le-Haut ou de Poissy).

Aux heures de pointe, la desserte est modifiée avec :
- un train toutes les quatre à sept minutes, soit dix trains par heure, au lieu de douze trains auparavant, en période scolaire ;
- un train toutes les six minutes en été et pendant les vacances de fin d'année[4], au lieu d'un train toutes les six minutes en moyenne, soit dix trains par heure auparavant[5].

Vers Paris, aux heures de pointe, les trains sont à destination de Cergy-le-Haut ou de Poissy. Auparavant, sur douze trains en période scolaire et dix trains en été et vacances de fin d'année, La Varenne - Chennevières accueillait la moitié des trains en tant que terminus. Depuis le 10 décembre 2017, les dix trains par heure en direction de la banlieue, ont pour terminus Boissy-Saint-Léger.
Tous les jours, en soirée, il y a un train toutes les quinze minutes. Les trains sont en provenance et à destination de Cergy-le-Haut ou de Poissy, du lundi au vendredi ; le week-end et les jours fériés, les trains sont en provenance et à destination de Saint-Germain-en-Laye.

### Intermodalité
La gare est desservie par :
- les lignes 111 et 112 du réseau de bus RATP ;
- la ligne 438 du réseau de bus Marne et Seine.

## À proximité
- Les bords de Marne
- Le musée Villa Médicis

## Galerie de photographies

Parvis de la gare.
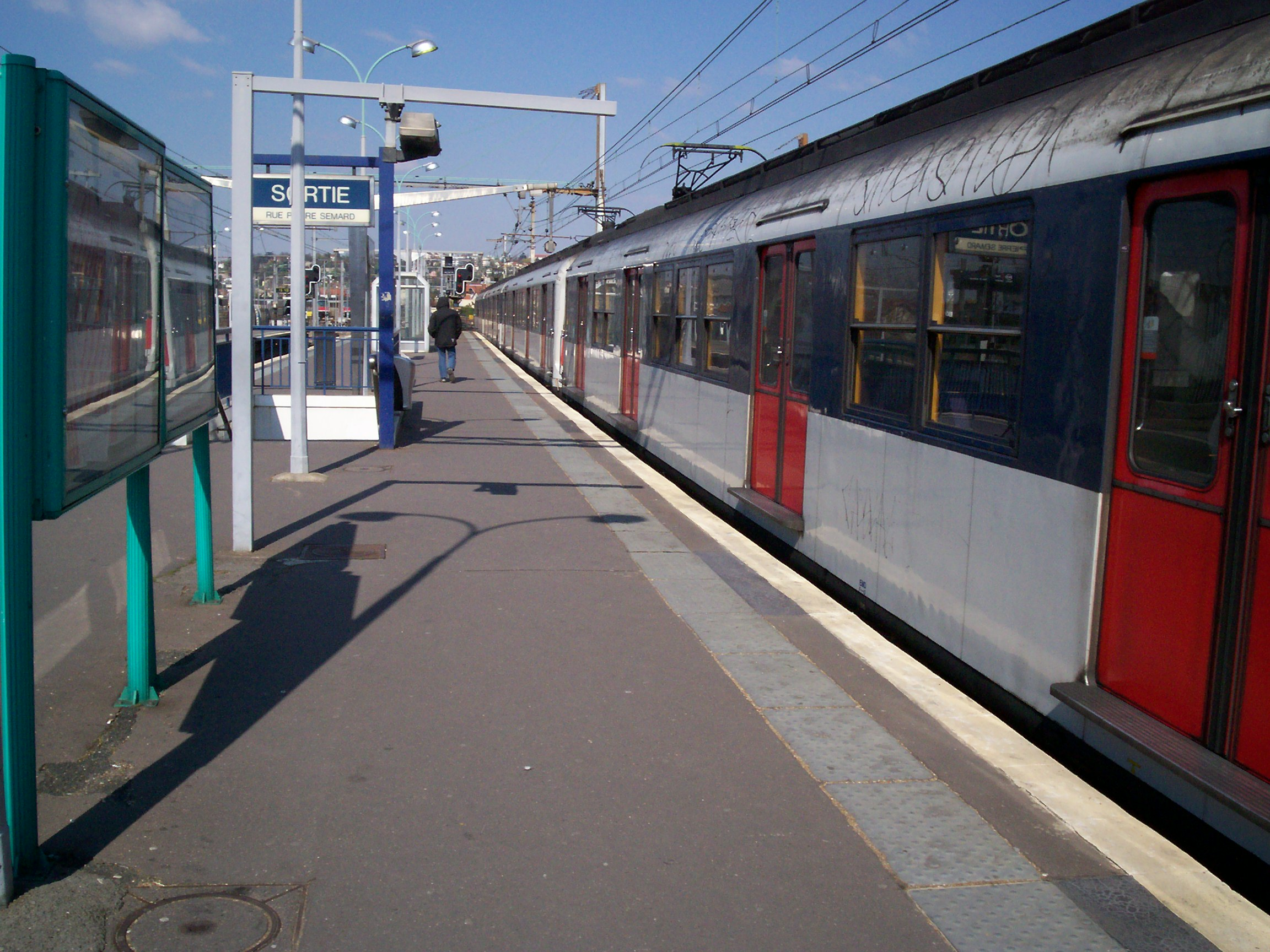
Rame MS 61 prête à partir vers Paris.
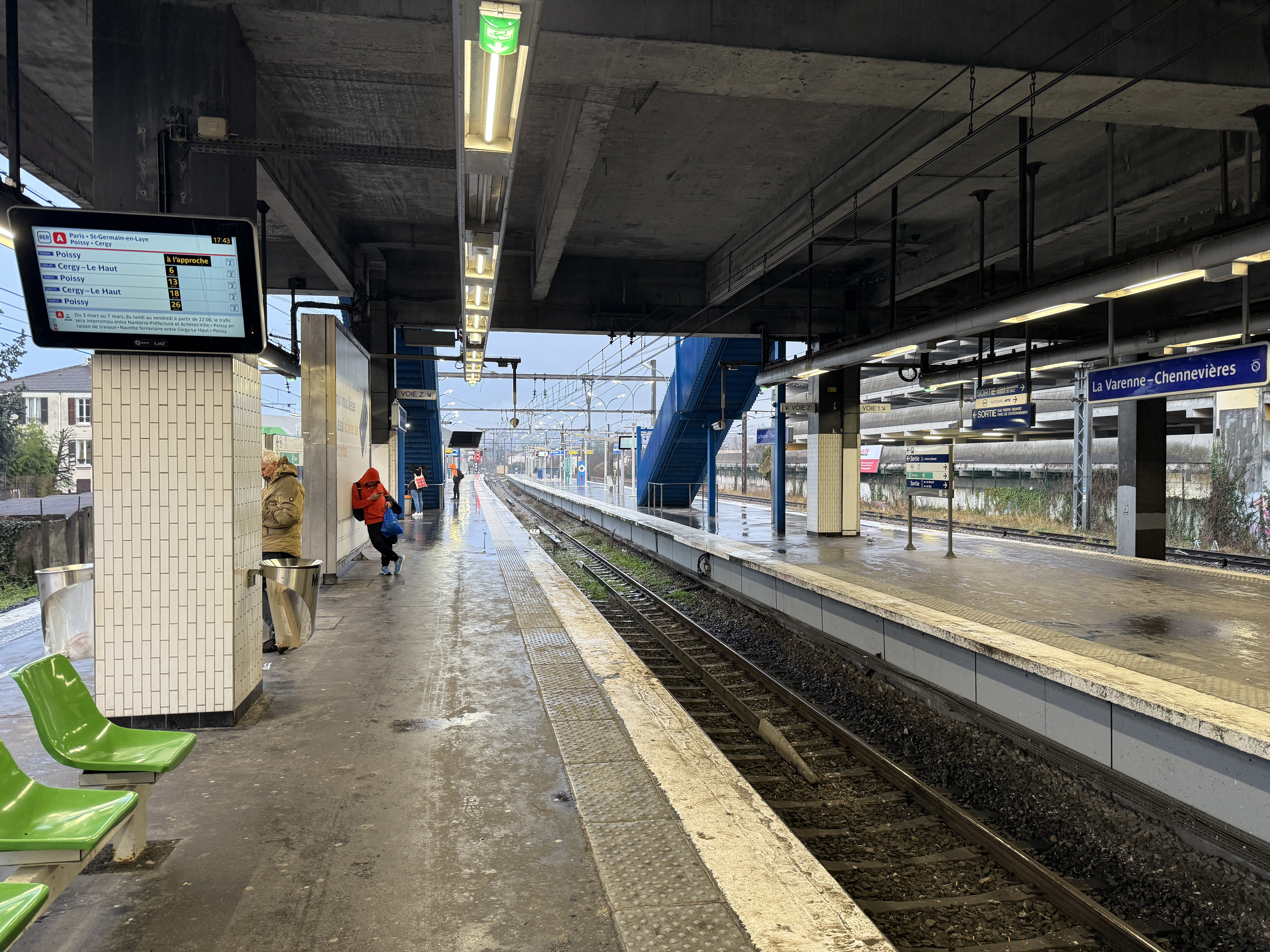
Voies centrales.
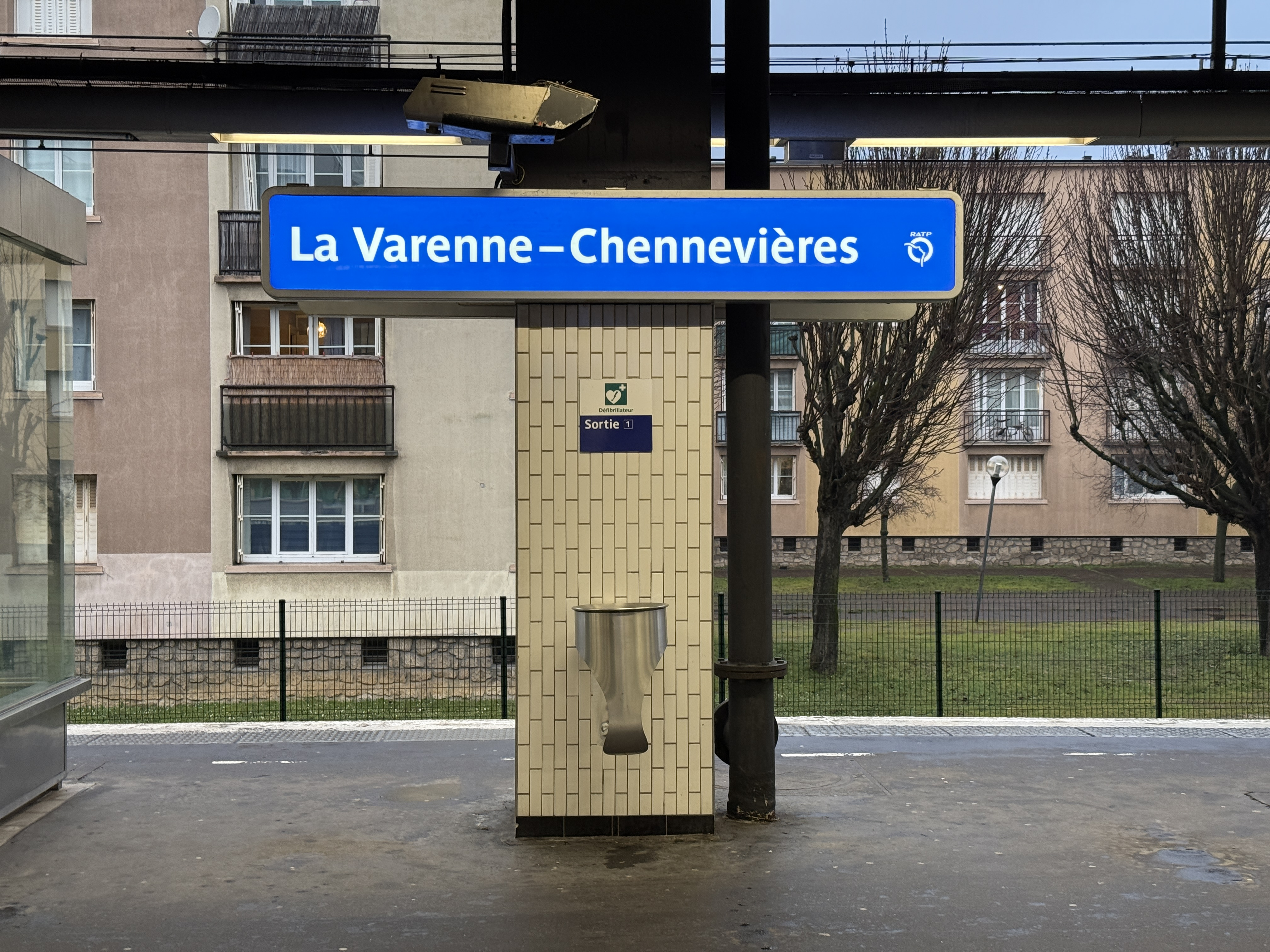
Panneau du nom de la gare sur un quai.